# Ulugbek Rashitov
Ulugbek Rashitov (n. 23 martie 2002, Toshkent, Uzbekistan) este un taekwondist ce a reprezentat Uzbekistan, medaliat olimpic. A participat la o ediție a Jocurilor Olimpice (2020) în care a câștigat o medalie de aur.